# آرشی (نویسنده)
آرشی (ارمنی: Արշի؛ زادهٔ ۱۹ دسامبر ۱۹۰۵ - درگذشته ۱۴ نوامبر ۱۹۸۹) یک شاعر ارمنی‌تبار اهل ایران بود.

## زندگی‌نامه
وی با نام اصلی آرشالویس بابائیان ارمنی: Արշալոյս Բաբայեան در ۱۹ دسامبر ۱۹۰۵ در تبریز به دنیا آمد و از مدرسه هایکازیان-تاماریان تبریز فارغ‌التحصیل شد.  وی در ۱۴ نوامبر ۱۹۸۹ در سن ۸۳ سالگی در تهران درگذشت.